# أورورا كاسيريس
أورورا كاسيريس (بالإسبانية: Aurora Cáceres)‏ هي مقالاتية وكاتِبة بيروفية، ولدت في 29 مارس 1877، وتوفيت في 14 فبراير 1958.